# Marcha por la vida en Praga

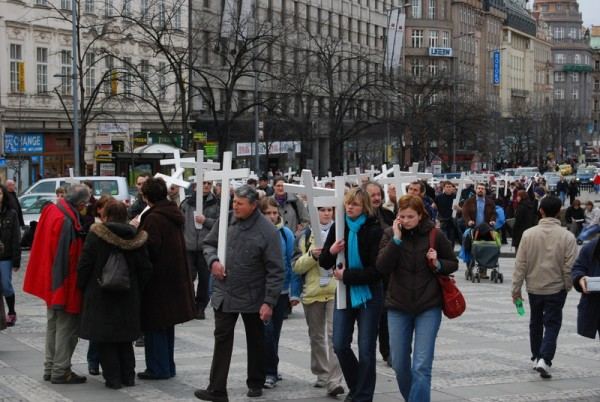
2009 Marcha pro-vida en la Plaza Wenceslao, 28 de marzo de 2009

La Marcha por la Vida (en checo: Pochod pro život) es una manifestación anual contra el aborto que se celebra en Praga a finales de marzo, cerca del Día Internacional del Niño por Nacer (25 de marzo). La primera marcha de este tipo se celebró en 2001. Está organizado por Hnutí pro život (Movimiento provida) de la República Checa. Los participantes suelen portar cruces blancas. El evento cuenta con el apoyo de las iglesias católicas latinas y orientales; desde 2001 comienza con una misa celebrada por Dominik Duka, cardenal - arzobispo de Praga. Políticos como Pavel Bělobrádek (KDU-ČSL), Jitka Chalánková (TOP 09), Eva Richtrová (ČSSD) y Jaroslav Plachý (ODS) han asistido a la marcha en el pasado. La marcha conduce a la Plaza de Wenceslao y finaliza en la estatua de San Wenceslao.